# Whitby and Pickering Railway
| Dampfsonderzug der NYMR im Tal des Esk |                      |                                           |                                           |
| Streckenlänge: | 29 km                |                                           |                                           |
| Spurweite: | 1435 mm (Normalspur) |                                           |                                           |
| |                      |                                           |                                           |
| \| \| \| Whitby Town \| \| \| \| \| nach Whitby West Cliff \| \| \| \| \| Bahnstrecke Scarborough–Whitby \| von Whitby West Cliff \| \| \| \| Ruswarp \| \| \| \| \| River Esk, 9 Brücken \| \| \| \| \| Sleights \| \| \| \| \| Bahnstrecke Middlesbrough-Whitby \| \| \| \| \| Grosmont (NYMR-Bahnhof) ehemals: „Tunnel“ \| \| \| \| \| \| \| \| \| \| Murk Esk \| \| \| \| \| Grosmont Tunnel \| \| \| \| \| \| \| \| \| \| Bahnbetriebswerk \| \| \| \| \| \| \| \| \| \| Trasse von 1836 \| \| \| \| \| Beck Hole \| \| \| \| \| Beck-Hole-Rampe \| \| \| \| \| Murk Esk, jeweils 5 Brücken \| \| \| \| \| Goathland \| \| \| \| \| Murk Esk \| \| \| \| \| \| \| \| \| \| Fen Bogs \| \| \| \| \| Passhöhe \| 150 m \| \| \| \| Newtondale Halt \| \| \| \| \| Levisham \| \| \| \| \| Betriebswerk Oberbau \| \| \| \| \| \| \| \| \| \| Ausbesserungswerk Wagen \| \| \| \| \| \| \| \| \| \| Pickering \| \| \| \| \| nach Pilmoor, York und Scarborough \| \| |                      |                                           |                                           |
| Kopfbahnhof Streckenanfang |                      | Whitby Town                               | Whitby Town                               |
| Abzweig geradeaus und ehemals nach rechts |                      | nach Whitby West Cliff                    | nach Whitby West Cliff                    |
| Kreuzung geradeaus unten (Querstrecke außer Betrieb) |                      | Bahnstrecke Scarborough–Whitby            | von Whitby West Cliff                     |
| Haltepunkt / Haltestelle |                      | Ruswarp                                   | Ruswarp                                   |
| Brücke über Wasserlauf |                      | River Esk, 9 Brücken                      | River Esk, 9 Brücken                      |
| Haltepunkt / Haltestelle |                      | Sleights                                  | Sleights                                  |
| Abzweig geradeaus und nach rechts |                      | Bahnstrecke Middlesbrough-Whitby          | Bahnstrecke Middlesbrough-Whitby          |
| Bahnhof |                      | Grosmont (NYMR-Bahnhof) ehemals: „Tunnel“ | Grosmont (NYMR-Bahnhof) ehemals: „Tunnel“ |
| Abzweig geradeaus und ehemals nach links · Strecke von rechts (außer Betrieb) |                      |                                           |                                           |
| Brücke über Wasserlauf · Brücke über Wasserlauf (Strecke außer Betrieb) |                      | Murk Esk                                  | Murk Esk                                  |
| Tunnel · Tunnel (Strecke außer Betrieb) |                      | Grosmont Tunnel                           | Grosmont Tunnel                           |
| Abzweig geradeaus und ehemals von links · Strecke nach rechts (außer Betrieb) |                      |                                           |                                           |
| Strecke · Betriebs-/Güterbahnhof Streckenanfang |                      | Bahnbetriebswerk                          | Bahnbetriebswerk                          |
| Abzweig geradeaus und von links · Strecke nach rechts |                      |                                           |                                           |
| Abzweig ehemals geradeaus und nach links · Strecke von rechts |                      | Trasse von 1836                           | Trasse von 1836                           |
| Haltepunkt / Haltestelle (Strecke außer Betrieb) · Strecke |                      | Beck Hole                                 | Beck Hole                                 |
| Strecke (außer Betrieb) · Strecke |                      | Beck-Hole-Rampe                           | Beck-Hole-Rampe                           |
| Brücke über Wasserlauf (Strecke außer Betrieb) · Brücke über Wasserlauf |                      | Murk Esk, jeweils 5 Brücken               | Murk Esk, jeweils 5 Brücken               |
| Strecke (außer Betrieb) · Bahnhof |                      | Goathland                                 | Goathland                                 |
| Brücke über Wasserlauf (Strecke außer Betrieb) · Brücke über Wasserlauf |                      | Murk Esk                                  | Murk Esk                                  |
| Strecke nach links (außer Betrieb) · Abzweig geradeaus und ehemals von rechts |                      |                                           |                                           |
| Strecke |                      | Fen Bogs                                  | Fen Bogs                                  |
| Kulminations-/Scheitelpunkt |                      | Passhöhe                                  | 150 m                                     |
| Haltepunkt / Haltestelle |                      | Newtondale Halt                           | Newtondale Halt                           |
| Bahnhof |                      | Levisham                                  | Levisham                                  |
| Betriebs-/Güterbahnhof Streckenanfang · Strecke |                      | Betriebswerk Oberbau                      | Betriebswerk Oberbau                      |
| Strecke nach links · Abzweig geradeaus und von rechts |                      |                                           |                                           |
| Betriebs-/Güterbahnhof Streckenanfang · Strecke |                      | Ausbesserungswerk Wagen                   | Ausbesserungswerk Wagen                   |
| Strecke nach links · Abzweig geradeaus und von rechts |                      |                                           |                                           |
| Kopfbahnhof Strecke ab hier außer Betrieb |                      | Pickering                                 | Pickering                                 |
| Strecke (außer Betrieb) |                      | nach Pilmoor, York und Scarborough        | nach Pilmoor, York und Scarborough        |

Die Whitby and Pickering Railway (W&PR) ist eine von George Stephenson konzipierte Bahnstrecke und der Name einer Eisenbahngesellschaft, die diese Strecke betrieb.

## Lage
Sie liegt in North Yorkshire im Vereinigten Königreich und verband die Hafenstadt Whitby mit dem im Binnenland gelegenen Pickering. Nachdem in Grosmont eine nach Middlesbrough abzweigende Strecke angeschlossen wurde, verlagerte sich der Hauptverkehr auf die Relation Whitby–Middlesbrough.

## Geschichte

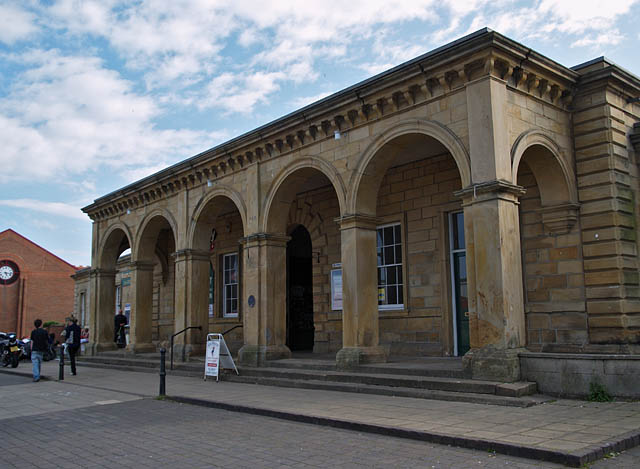
Empfangsgebäude des Bahnhofs Whitby Town

Die Strecke wurde 1831 von George Stephenson geplant, um die an der Nordsee gelegene Hafenstadt Whitby besser an ihr Hinterland anzuschließen. Ziel war die Marktstadt Pickering. Dazwischen lagen Eisenerzfundstätten, die es ebenfalls zu erschließen galt. Außerdem musste eine Mittelgebirgs- und Moorlandschaft durchquert werden. Das führte – auch angesichts der damals noch nicht sehr leistungsstarken Dampflokomotiven – zum einen zu der Entscheidung, die Strecke als Pferdebahn zu errichten, zum anderen zu einigen technischen Besonderheiten der Eisenbahninfrastruktur (siehe unten). Eröffnet wurde der erste Abschnitt der Strecke zwischen Whitby und Grosmont am 8. Juni 1835, die gesamte Strecke nach mehr als fünf Jahren Bauzeit am 26. Mai 1836. Von Anfang an wurde auf der Strecke auch Personenbeförderung angeboten.
1845 wurde die Bahn von der York and North Midland Railway aufgekauft. Um sie in ihr Netz zu integrieren, wurde sie technisch für den Betrieb mit Dampflokomotiven aufgerüstet. Dazu zählten stärkere Schienen und der Ersatz der ursprünglichen Holzbrücken durch Stein- oder Stahlbrücken. Die Bahn wurde nach Süden in Richtung York verlängert und erhielt dadurch Anschluss an die York and North Midland Railway und das nationale Eisenbahnnetz. Außerdem wurden Empfangsgebäude errichtet, von denen die meisten noch erhalten sind.
1854 verschmolz die York and North Midland Railway mit der North Eastern Railway. Sie errichtete ab etwa 1860 eine Umfahrung der Beck-Hole-Rampe, des steilsten Stücks der Strecke, das von Dampflokomotiven nicht befahren werden konnte und ermöglichte so ab 1865 den durchgehenden Einsatz von Lokomotiven über die gesamte Strecke. Damit hatte die Strecke einen Ausbauzustand erreicht, wie er auch heute noch zwischen Whitby und Pickering besteht. Lediglich das zweite Gleis der Strecke wurde während des Ersten Weltkriegs zurückgebaut.
1923 ging die North Eastern Railway in der ersten Konsolidierungswelle britischer Bahngesellschaften aufgrund des Eisenbahngesetzes von 1921 in der London and North Eastern Railway (LNER) auf.
Mit der Verstaatlichung der Eisenbahnen in Großbritannien 1948 wurde die Strecke Teil des Netzes von British Railways. Die relativ unbedeutende Nebenbahn erfuhr kaum noch Investitionen und blieb so weitgehend in einem Zustand aus der ersten Hälfte des 20. Jahrhunderts erhalten. Ab 1958 ersetzten allerdings Diesellokomotiven die Traktion mit Dampflokomotiven. Der Güterverkehr ging um diese Zeit drastisch zurück. Wegen angeblich mangelnder Rentabilität wurde aufgrund des Beeching-Gutachtens 1965 zunächst der Personenverkehr zwischen Grosmont und Pickering stillgelegt, der Güterverkehr ein Jahr später. Der Abschnitt Grosmont–Whitby blieb als Teil der Verbindung Whitby–Middlsborough, die der Stilllegung knapp entging, bis heute erhalten. 1967 bildete sich die NYMR Preservation Society, die hier 1969 erstmals wieder eine Lokomotive die Strecke entlangfahren ließ. Aus diesen Anfängen entstand die North Yorkshire Moors Railway, heute eine der größten Museumseisenbahnen Großbritanniens. Zu deren Entwicklung siehe: hier.

## Technische Besonderheiten
Drei bedeutende Ingenieurbauwerke waren in den 1830er Jahren erforderlich, um die Strecke zu errichten:

### Grosmont Tunnel

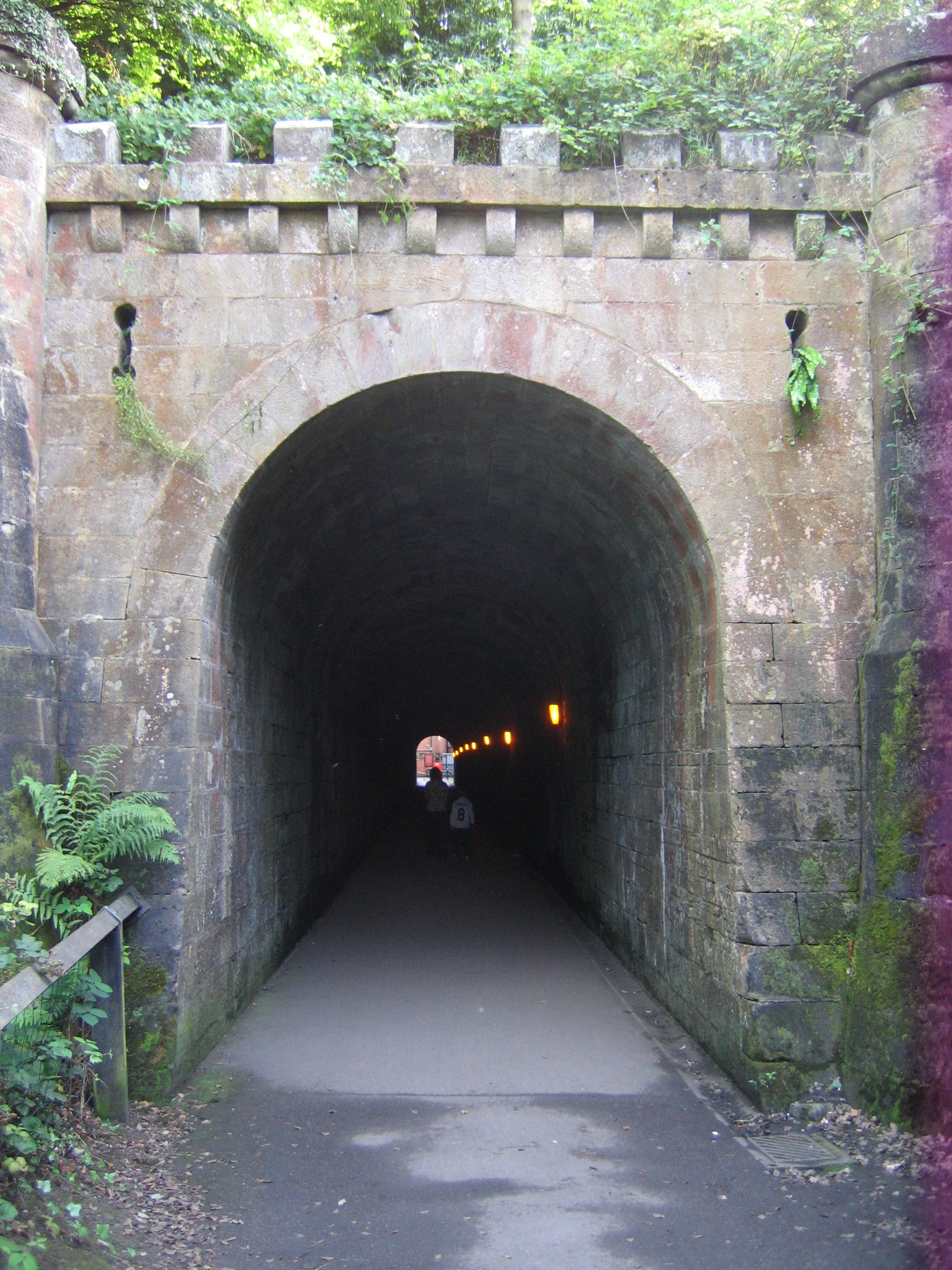
Alter Tunnel in Grosmont

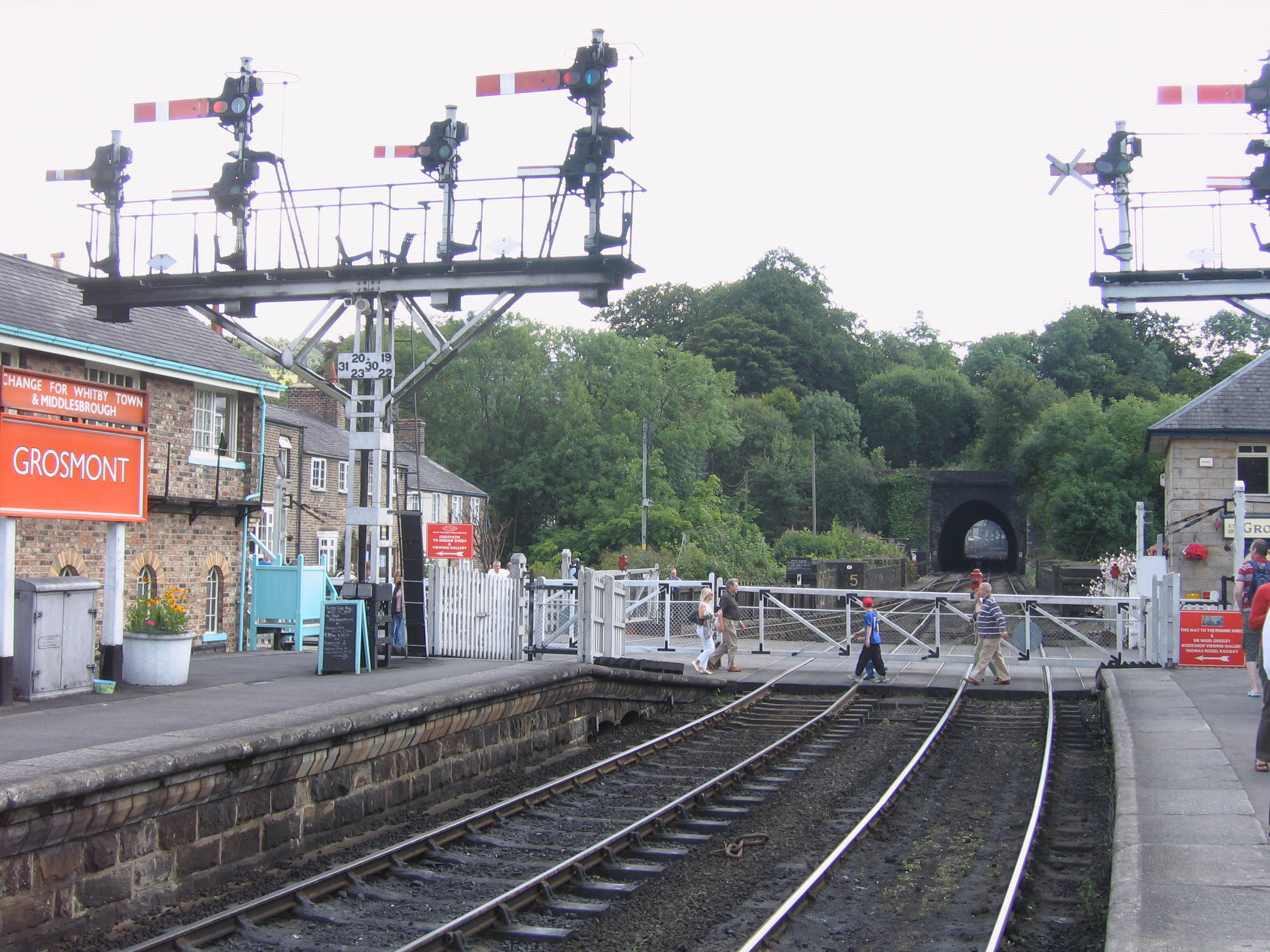
Bahnhof Grosmont und neuer Tunnel

Es handelt sich um zwei parallele Tunnel: Den ursprünglichen, erbaut 1833–1835, mit einem kleinen Profil für die Pferdebahn und einen zweiten, der unmittelbar westlich davon ab 1860 errichtet wurde und einen vergrößerten Lichtraum aufwies, der für eine zweigleisige Eisenbahnstrecke ausgelegt war. Der Ort und der Bahnhof Grosmont hießen ursprünglich nach den Bauwerken Tunnel.
Auch der kleinere, ursprüngliche Tunnel ist erhalten und dient heute einem öffentlichen Fußweg, der den Bahnhof und das Bahnbetriebswerk der North Yorkshire Moors Railway verbindet. Das Betriebswerk kann besichtigt, der Tunnel begangen werden. Der Tunnel ist einer der ältesten Eisenbahntunnel der Welt und der älteste, durch den Personenverkehr stattfand.

### Beck-Hole-Rampe
Um die Höhendifferenz zwischen den Hügeln am Fuß des Mittelgebirges von Nord Yorkshire und dessen Höhe zu überwinden, sah das Konzept von George Stephenson eine Rampe vor, auf der die Wagen mit einer Seilwinde an Hanfseilen nach oben gezogen wurden. Während an ein Seilende der zu befördernde Zug gehängt wurde, wurde das andere Ende – als Gegengewicht – mit Flachwagen beschwert, auf denen Wassertanks montiert waren. Außerdem waren in die Züge Bremswagen eingestellt, um die Geschwindigkeit der so beförderten Züge besser regulieren zu können. Das Wasser konnte dann im Tal wieder abgelassen werden. (Nach einem ähnlichen System arbeitet noch heute die Nerobergbahn in Wiesbaden.)
1845 erhielt die Anlage eine stationäre Dampfmaschine, um die Wagen über die Rampe zu befördern und die Hanfseile wurden durch Stahlseile ersetzt. Gleichwohl kam es mehrfach zu Unfällen:
- Am Morgen des 29. August 1860 waren mehrere Züge, die von der Küste kamen und Fisch geladen hatten, die Rampe hinauf befördert worden. Das abtropfende Wasser und Fett hatten die Schienen sehr schlüpfrig werden lassen. Ein Personenzug, der mit sieben Personenwagen talwärts verkehrte und seinen Bremswagen am Zugschluss führte, geriet so – trotz angezogener Bremsen – ins Rutschen und fuhr mit etwa 6 km/h auf die im Tal wartende Lokomotive auf. Drei Menschen wurden verletzt, der Sachschaden war gering.[3]
- Am Abend des 12. Oktober 1861 sollten die Wagen eines Güterzuges, der Dolerit geladen hatte, über die Rampe nach oben befördert werden. Da die acht Wagen zu schwer waren, um alle auf einmal nach oben gezogen zu werden, wurden sie in zwei Gruppen zu je vier Wagen geteilt. Die ersten vier Wagen hatten ein Gewicht von mehr als 54 (metrischen) Tonnen. Die Wagen wurden an den Bremswagen gehängt, an dem wiederum das Zugseil befestigt war. Nachdem der Zug etwas mehr als 100 Meter zurückgelegt hatte, riss das Zugseil. Der Bremser drehte sofort die Bremse fest, deren Kraft aber nicht reichte, den Zug anzuhalten. Er sprang ab und versuchte, extra für diesen Zweck mitgeführte Holzbohlen zwischen die Speichen der Räder zu stoßen, um diese zu blockieren, was aber misslang. Der Zug rollte zurück in den Talbahnhof und kollidierte mit den anderen dort abgestellten Wagen. Niemand wurde verletzt.[4] Der Bremswagen und jeweils zwei Wagen des herabrollenden und zwei Wagen des im Bahnhof noch wartenden Zugteils wurden zertrümmert.[5]
- Am 10. Februar 1864 kam es dann zu einem Unfall mit zwei Toten und 13 Verletzten, als ein Seil der Anlage riss, der gerade beförderte Zug die Rampe hinunter rollte und nur noch mit der Handbremse in seinem Gepäckwagen gebremst werden konnte, was aber völlig unzureichend war.[6]

Am 1. Juli 1865 war die Umgehungsstrecke fertiggestellt, die die Rampe ersetzte, und mit Lokomotiven befahren werden konnte. Die Rampe wurde stillgelegt. Heute befindet sich auf ihrer Trasse ein Wanderweg, der Historic Rail Trail.

### Fen Bogs
Im Bereich des Fen Bogs überquert die Strecke eine Moorfläche, heute ein Naturschutzgebiet. Um den Oberbau in dem 12 Meter tiefen Moor stabil zu halten, wurde der Untergrund mit Lagen aus Holz-Flechtwerk und mit Heidekraut ausgestopften Schaffellen stabilisiert. Die Konstruktion hat sich sehr bewährt, obwohl – oder weil – sich das Moor vertikal bewegt: Bei großen Niederschlagsmengen steigt die Oberfläche, um bei sinkendem Wasserstand ebenfalls abzusinken. Die Bahnstrecke hebt und senkt sich mit.

## Verkehr

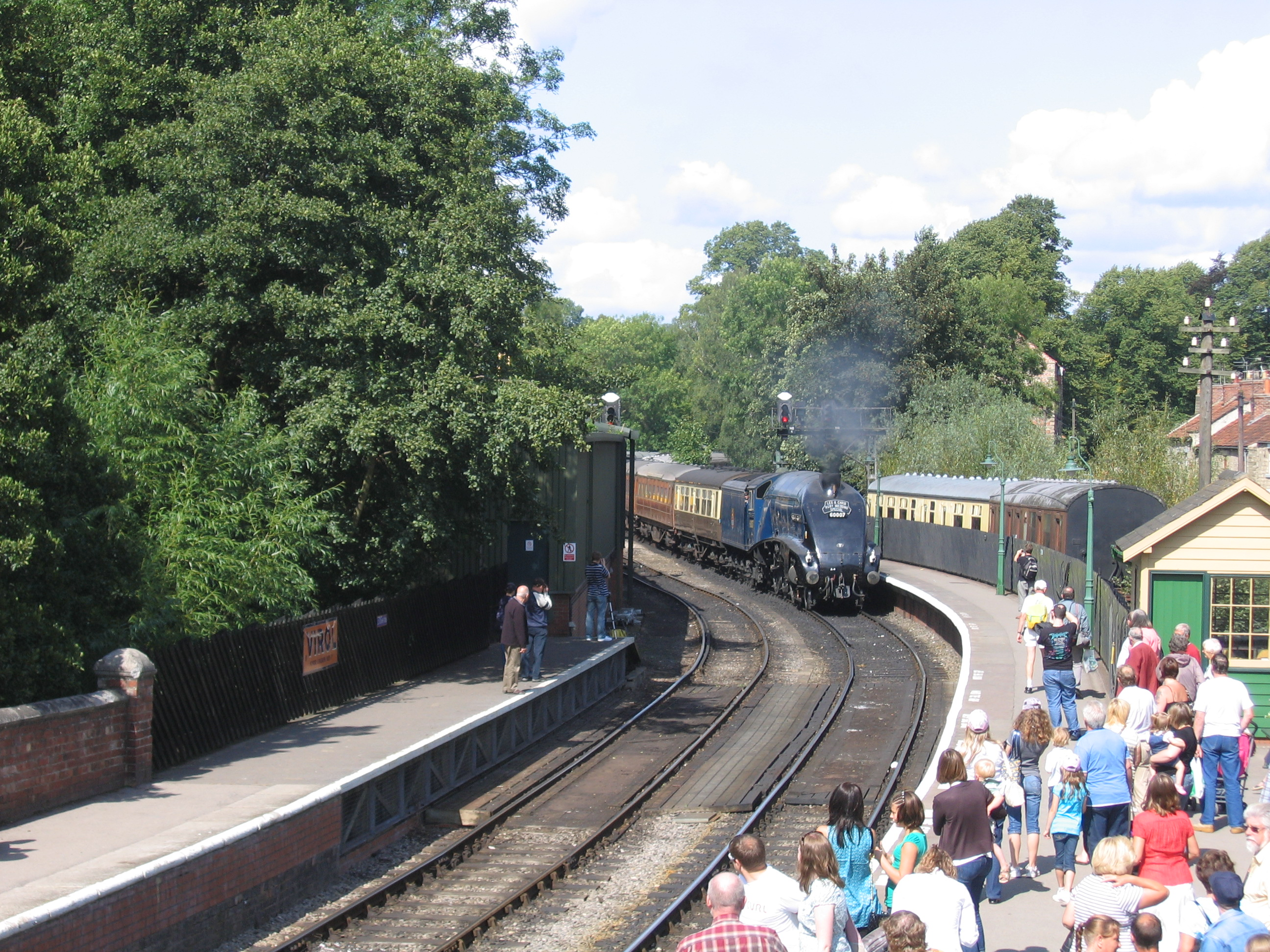
Stromlinienlokomotive Sir Nigel Gresley bei der Einfahrt in Pickering

Im ersten Betriebsjahr, 1835/36 beförderte die Bahn bereits 10.000 Tonnen Steine von Grosmont nach Whitby und 6.000 Fahrgäste. Als Fahrzeuge für den Personenverkehr dienten geschlossene Kutschen. Die Fahrzeit zwischen Whitby und Pickering betrug zweieinhalb Stunden, der Fahrpreis 1 Shilling (= 12 Pence) für einen Außensitz und 1 Shilling 3 Pence (= 15 Pence) für einen Innensitz.